# Gnewsense

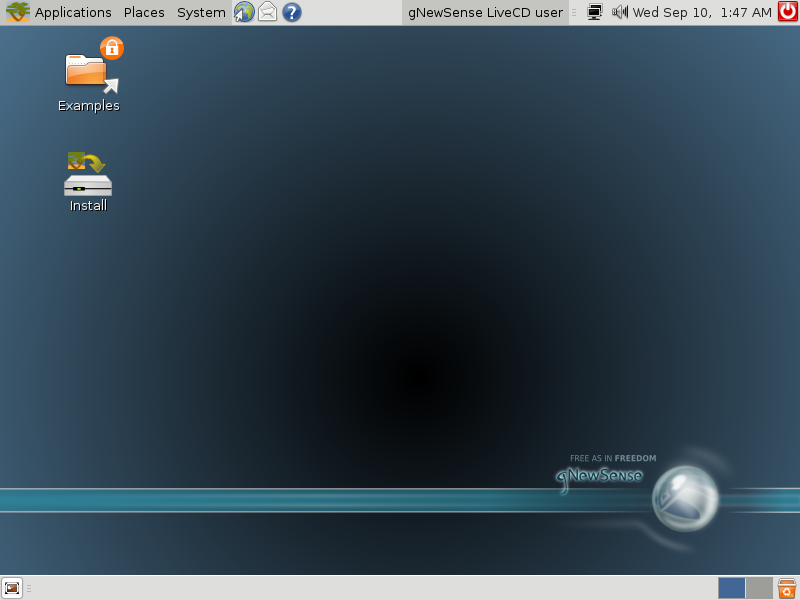
GNewSense Live CD

gNewSense är en GNU/Linuxdistribution baserad på Debian GNU/Linux (version 1 och 2 var baserade på Ubuntu) och designad för användare vilka önskar att enbart använda fri programvara. Den stöds officiellt och rekommenderas av Free Software Foundation.  Senaste version, 4.0, släpptes i början av maj 2016.
gNewsense använder dpkg som pakethanterare.

## Skillnader mellan gNewSense och Ubuntu
- Proprietär programvara (programvara som inte är fri) har tagits bort från Linuxkärnan
- Proprietär programvara i programvaruförråden är inte tillgängliga i gNewSense, till exempel Ubuntus programvaruförråd "restricted" och "multiverse"
- Icke-fri dokumentation, bilder, och annat har tagits bort
- Programvaruförrådet "Universe" är aktiverad redan från början
- Mozilla Firefox är utbytt till Epiphany[4]  för att undvika vissa problem angående varumärke
- Utvecklingsverktyg för programvara så som gcc, make etcetera är installerade redan från start
- Förinstallerade spel som bsdgames och nethack samt textredigeraren GNU Emacs